# Jiangsu Zhongtian Gangtie Nuzi Paiqiu Julebu 2014-2015
Questa voce raccoglie le informazioni riguardanti lo Jiangsu Zhongtian Gangtie Nuzi Paiqiu Julebu nelle competizioni ufficiali della stagione 2014-2015.

## Organigramma societario
Area tecnica
- Allenatore: Cai Bin

## Rosa
| N° | Nome            | Ruolo | Data di nascita | Nazionalità sportiva |
| -- | --------------- | ----- | --------------- | -------------------- |
| 1  | Wang Xueting    | C     | 10 marzo 1995   | Cina                 |
| 2  | Zhang Changning | S/O   | 6 novembre 1995 | Cina                 |
| 3  | Li Hui          | P     | 19 gennaio 1990 | Cina                 |
| 4  | Gu Wenting      | C     | 11 luglio 1995  | Cina                 |
| 5  | Hui Ruoqi       | S     | 4 marzo 1991    | Cina                 |
| 6  | Diao Linyu      | P     | 7 aprile 1994   | Cina                 |
| 7  | Zhai Tingli     | S     | 2 novembre 1988 | Cina                 |
| 8  | Chen Zhan       | L     | 11 ottobre 1990 | Cina                 |
| 9  | Xu Ruoya        | S     | 1º marzo 1994   | Cina                 |
| 10 | Jiang Qianwen   | S/O   | 27 gennaio 1992 | Cina                 |
| 11 | Wang Chenyue    | C     | 22 agosto 1995  | Cina                 |
| 12 | Zhao Jingxue    | P     | 12 gennaio 1993 | Cina                 |
| 13 | Wang Wei        | S     | 1º gennaio 1989 | Cina                 |
| 15 | Wang Tingting   | C     | 20 gennaio 1993 | Cina                 |

## Mercato
| Acquisti | Acquisti  | Acquisti         | Acquisti   |
| R.       | Nome      | da               | Modalità   |
| -------- | --------- | ---------------- | ---------- |
| S        | Hui Ruoqi | Guangdong Hengda | definitivo |

| Cessioni | Cessioni    | Cessioni | Cessioni |
| R.       | Nome        | a        | Modalità |
| -------- | ----------- | -------- | -------- |
| C        | Chu Yueming | ?        | ?        |
| S/O      | Liu Chang   | ?        | ?        |
| C        | Xu Lingli   | ?        | ?        |
| S/O      | Liu Peiyi   | ?        | ?        |
| L        | Wang Zunyi  | ?        | ?        |

## Risultati

### Volleyball League A

#### Regular season

##### Prima fase
| 1ª giornata - 8 novembre 2014 Jiashan County Coliseum, Jiaxing              | Zhejiang         | 1 - 3 | Jiangsu          | 22-25, 17-25, 27-25, 18-25        |
| 2ª giornata - 11 novembre 2014 Changzhou University Gymnasium, Changzhou    | Jiangsu          | 3 - 1 | Shandong         | 25-23, 25-22, 21-25, 25-16        |
| 3ª giornata - 15 novembre 2014 Guangzhou Sport University Gymnasium, Canton | Guangdong Hengda | 0 - 3 | Jiangsu          | 18-25, 11-25, 17-25               |
| 4ª giornata - 18 novembre 2014 Luwan Gymnasium, Shanghai                    | Shanghai         | 2 - 3 | Jiangsu          | 25-22, 13-25, 20-25, 25-8, 6-15   |
| 5ª giornata - 22 novembre 2014 Changzhou University Gymnasium, Changzhou    | Jiangsu          | 3 - 0 | Fujian           | 25-19, 28-26, 25-21               |
| 6ª giornata - 25 novembre 2014 Changzhou University Gymnasium, Changzhou    | Jiangsu          | 2 - 3 | Zhejiang         | 25-18, 25-16, 18-25, 17-25, 12-15 |
| 7ª giornata - 29 novembre 2014 Laiwu City Gymnasium, Laiwu                  | Shandong         | 2 - 3 | Jiangsu          | 16-25, 28-30, 28-26, 25-17, 11-15 |
| 8ª giornata - 2 dicembre 2014 Changzhou University Gymnasium, Changzhou     | Jiangsu          | 3 - 0 | Guangdong Hengda | 26-24, 25-16, 25-17               |
| 9ª giornata - 6 dicembre 2014 Fujian Olympic Sports Center, Fuzhou          | Fujian           | 3 - 2 | Jiangsu          | 25-17, 20-25, 25-16, 19-25, 15-10 |
| 10ª giornata - 9 dicembre 2014 Changzhou University Gymnasium, Changzhou    | Jiangsu          | 3 - 1 | Shanghai         | 22-25, 25-17, 25-23, 25-14        |

##### Seconda fase
| 11ª giornata - 13 dicembre 2014 Changzhou University Gymnasium, Changzhou | Jiangsu  | 3 - 2 | Tianjin  | 25-22, 17-25, 23-25, 25-18, 15-11 |
| 12ª giornata - 16 dicembre 2014 Changzhou University Gymnasium, Changzhou | Jiangsu  | 3 - 1 | Liaoning | 25-17, 21-25, 25-20, 25-18        |
| 13ª giornata - 20 dicembre 2014 Tianjin Sports Center, Tientsin           | Tianjin  | 3 - 2 | Jiangsu  | 17-25, 25-20, 25-19, 21-25, 15-11 |
| 14ª giornata - 23 dicembre 2015 Nationality College Gymnasium, Dalian     | Liaoning | 0 - 3 | Jiangsu  | 21-25, 21-25, 16-25               |
| 15ª giornata - 27 dicembre 2015 Changzhou University Gymnasium, Changzhou | Jiangsu  | 3 - 1 | Beijing  | 25-18, 25-20, 23-25, 25-20        |
| 16ª giornata - 30 dicembre 2015 Changzhou University Gymnasium, Changzhou | Jiangsu  | 3 - 1 | Bayi     | 25-17, 14-25, 25-20, 25-22        |
| 17ª giornata - 3 gennaio 2015 Glory Stadium, Pechino                      | Beijing  | 2 - 3 | Jiangsu  | 24-26, 24-26, 25-19, 25-16, 15-17 |
| 18ª giornata - 6 gennaio 2015 Yuanping Gymnasium, Shenzhen                | Bayi     | 3 - 0 | Jiangsu  | 27-25, 25-16, 25-19               |

#### Play-off scudetto

##### Semifinale
| Gara 1 - 10 gennaio 2015 Luwan Gymnasium, Shanghai                 | Shanghai | 3 - 2 | Jiangsu  | 21-25, 21-25, 28-26, 25-23, 15-12 |
| Gara 2 - 13 gennaio 2015 Changzhou University Gymnasium, Changzhou | Jiangsu  | 2 - 3 | Shanghai | 21-25, 25-21, 17-25, 28-26, 9-15  |

## Statistiche

### Statistiche di squadra
| Competizione        | Punti | In casa | In casa | In casa | In trasferta | In trasferta | In trasferta | Totale | Totale | Totale |
| Competizione        | Punti | G       | V       | P       | G            | V            | P            | G      | V      | P      |
| ------------------- | ----- | ------- | ------- | ------- | ------------ | ------------ | ------------ | ------ | ------ | ------ |
| Volleyball League A | 30    | 10      | 8       | 2       | 10           | 6            | 4            | 20     | 14     | 6      |
| Totale              | -     | 10      | 8       | 2       | 10           | 6            | 4            | 20     | 14     | 6      |

G = partite giocate; V = partite vinte; P = partite perse

### Statistiche dei giocatori
| Giocatore | Volleyball League A | Volleyball League A | Volleyball League A | Volleyball League A | Volleyball League A | Totale | Totale | Totale | Totale | Totale |
| Giocatore | P                   | PT                  | AV                  | MV                  | BV                  | P      | PT     | AV     | MV     | BV     |
| --------- | ------------------- | ------------------- | ------------------- | ------------------- | ------------------- | ------ | ------ | ------ | ------ | ------ |
| Chen Z.   | ?                   | ?                   | ?                   | ?                   | ?                   | ?      | ?      | ?      | ?      | ?      |
| Diao L.   | ?                   | ?                   | ?                   | ?                   | ?                   | ?      | ?      | ?      | ?      | ?      |
| Gu W.     | ?                   | ?                   | ?                   | ?                   | ?                   | ?      | ?      | ?      | ?      | ?      |
| Hui R.    | ?                   | 387                 | 331                 | 29                  | 27                  | ?      | 387    | 331    | 29     | 27     |
| Jiang Q.  | ?                   | 198                 | 139                 | 46                  | 13                  | ?      | 198    | 139    | 46     | 13     |
| Li H.     | ?                   | ?                   | ?                   | ?                   | ?                   | ?      | ?      | ?      | ?      | ?      |
| Wang C.   | ?                   | ?                   | ?                   | ?                   | ?                   | ?      | ?      | ?      | ?      | ?      |
| Wang T.   | ?                   | 118                 | 85                  | 25                  | 8                   | ?      | 118    | 85     | 25     | 8      |
| Wang W.   | ?                   | ?                   | ?                   | ?                   | ?                   | ?      | ?      | ?      | ?      | ?      |
| Wang X.   | ?                   | ?                   | ?                   | ?                   | ?                   | ?      | ?      | ?      | ?      | ?      |
| Zhai T.   | ?                   | ?                   | ?                   | ?                   | ?                   | ?      | ?      | ?      | ?      | ?      |
| Zhang C.  | ?                   | 445                 | 325                 | 77                  | 43                  | ?      | 445    | 325    | 77     | 43     |
| Zhao J.   | ?                   | ?                   | ?                   | ?                   | ?                   | ?      | ?      | ?      | ?      | ?      |
| Xu R.     | ?                   | 347                 | 271                 | 52                  | 24                  | ?      | 347    | 271    | 52     | 24     |

P = presenze; PT = punti totali; AV = attacchi vincenti; MV = muri vincenti; BV = battute vincenti